# Petrit Dume
Petrit Dume (* 20. Mai 1920 im Kreis Kolonja; † 5. Dezember 1975) war ein albanischer General und Politiker der Partei der Arbeit Albaniens (PPSh).

## Leben
Er wurde als Sohn von Taulla und Hysnije geboren. Während des Zweiten Weltkrieges beteiligte sich Dume als Partisan von 1942 bis 1944 am kommunistischen antifaschistischen Unabhängigkeitskrieg und war zuletzt Kommandeur des Partisanenbataillons Hakmarrja.
Nach der Gründung der Volksrepublik Albanien am 11. Januar 1946 trat er in die Streitkräfte (Forcat e Armatosura të Shqipërisë) ein und stieg im Laufe der Zeit zum Kommandeur einer Brigade und danach einer Division auf.
Zwischen 1948 und 1974 war er Abgeordneter der Volksversammlung (Kuvendi Popullor) und vertrat dort die Kleinstadt Erseka. Zeitgleich war er Mitglied des Zentralkomitees (ZK) der PPSh.
Dume, der Absolvent der Generalstabsakademie der UdSSR Marschall Kliment Jefremowitsch Woroschilow in Moskau war, wurde schließlich 1953 zum Chef des Generalstabes der Streitkräfte ernannt. Zwischen 1957 und 1974 war Generalmajor Dume zudem Vizeminister für Verteidigung bzw. 1. Vizeminister für Verteidigung. In dieser Funktion war er zuletzt im Dezember 1973 Leiter einer Militärdelegation bei einem Besuch der Volksbefreiungsarmee.
Beim 4. Parteitag der PPSh wurde er im Februar 1961 zum Kandidaten des Politbüros des ZK der PPSh gewählt und nahm diese Funktion bis Juli 1974 wahr.
Petrit Dume gehörte zu den 154 Personen, denen der Titel „Held des Volkes“ (Hero i Popullit) verliehen wurde.
Im Juli 1974 wurde er als Vertrauter von Verteidigungsminister Beqir Balluku der Anstiftung zu revisionistischen Ideen beschuldigt und vor einem Militärgericht wegen eines versuchten militärischen Staatsstreichs und Landesverrat angeklagt.
Wenig später wurde er zusammen mit Balluku und dem Chef der Politischen Hauptverwaltung der Streitkräfte Hito Çako zum Tode verurteilt und später hingerichtet. Nachfolger als Chef des Generalstabes wurde zunächst Sami Meçollari, der aber bereits 1975 von Veli Llakaj abgelöst wurde.
Nach dem Zusammenbruch des Kommunismus wurde sein Leichnam am 18. Juli 2000 auf Wunsch seiner Familie exhumiert und zusammen mit den damals mit ihm verurteilten Generalen Balluku und Çako in einem geheimen Grab in Horë-Vranisht im Kreis Vlora beigesetzt.
Der Fußballverein Partizani Tirana trägt ihm zu Ehren den Beinamen Futboll Klub Gjeneral Petrit Dume.